# Chazé-sur-Argos
Chazé-sur-Argos is een gemeente in het Franse departement Maine-et-Loire (regio Pays de la Loire). De plaats maakt deel uit van het arrondissement Segré. Chazé-sur-Argos telde op 1 januari 2022 1.067 inwoners.

## Geografie
De oppervlakte van Chazé-sur-Argos bedroeg op 1 januari 2022 30,82 vierkante kilometer; de bevolkingsdichtheid was toen 34,6 inwoners per km².

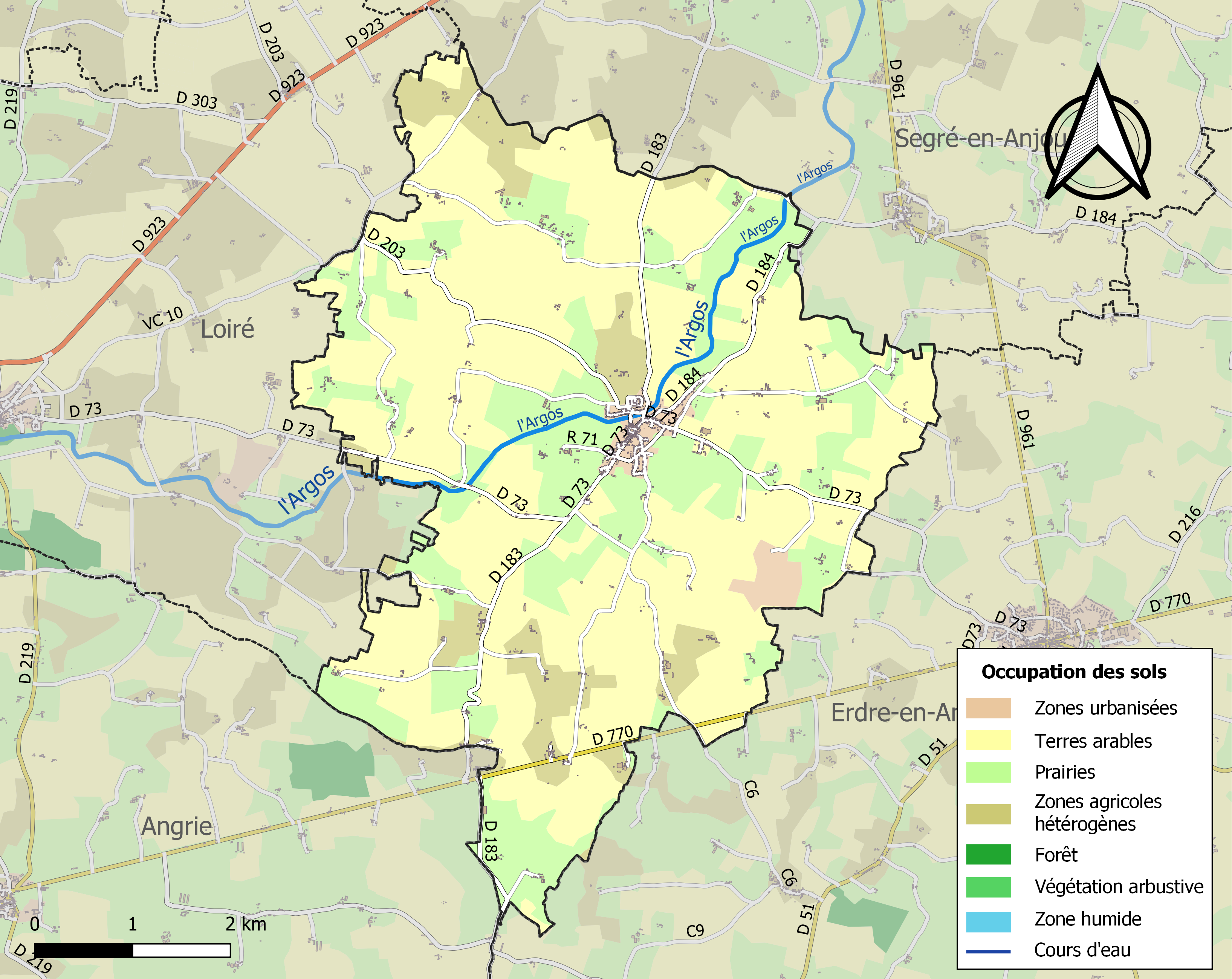
Kaart van de gemeente met de belangrijkste infrastructuur, bodemgebruik en omliggende gemeenten

## Demografie
Onderstaande figuur toont het verloop van het inwonertal.